# Atletika na Letních olympijských hrách 1952 – 200 metrů ženy
 Běh na 200 metrů žen na Letních olympijských hrách 1952 se uskutečnil ve dnech 25. a 26. července v Helsinkách. 

## Výsledky finálového běhu
| *                | jméno                | země             | čas  |
| ---------------- | -------------------- | ---------------- | ---- |
| Zlatá medaile    | Marjorie Jacksonová  | Austrálie        | 23,7 |
| Stříbrná medaile | Bertha Brouwerová    | Nizozemsko       | 24,2 |
| Bronzová medaile | Naděžda Chnykinová   | Sovětský svaz    | 24,2 |
| 4                | Winsome Crippsová    | Austrálie        | 24,2 |
| 5                | Helga Kleinová       | Německo          | 24,6 |
| 6                | Daphne Hasenjagerová | Jihoafrická unie | 24,6 |